# Flindersia oppositifolia
Flindersia oppositifolia är en vinruteväxtart som först beskrevs av Ferdinand von Mueller, och fick sitt nu gällande namn av T.G. Hartley & L.W. Jessup. Flindersia oppositifolia ingår i släktet Flindersia och familjen vinruteväxter. Inga underarter finns listade i Catalogue of Life.